# グリッチ・プロダクションズ
グリッチ・プロダクションズ（Glitch Productions Pty. Ltd.）は、ニューサウスウェールズ州シドニーに拠点を置くオーストラリアの独立系コンピューター・アニメーションスタジオである。
このスタジオは、以前Web シリーズ『SMG4』を作成していたルーク・レルドウィチャグルとケビン・レルドウィチャグルによって 2017年にGlitchy Boyとして設立された。それ以来、このスタジオは、「Meta Runner」、「マーダー・ドローンズ」、「ザ・アメイジング・デジタル・サーカス」などのコンピューターアニメーションのWeb シリーズで知られるようになった。

## 制作アニメーション

### 現在公開中
| タイトル                             | 制作                       | 初公開日       | 現在シーズン | ノート                                 |
| ------------------------------------ | -------------------------- | -------------- | ------------ | -------------------------------------- |
| SMG4                                 | ルーク・レルドウィチャグル | 2011年5月8日   | ーーー       | 2011年から2017年まで自主企画として制作 |
| マーダー・ドローンズ                 | リアム・ヴィッカーズ       | 2021年10月29日 | 1            |                                        |
| ザ・アメイジング・デジタル・サーカス | Gooseworx                  | 2023年10月13日 | 1            |                                        |